# Gripenbergsbanans Motorvagn nr 1

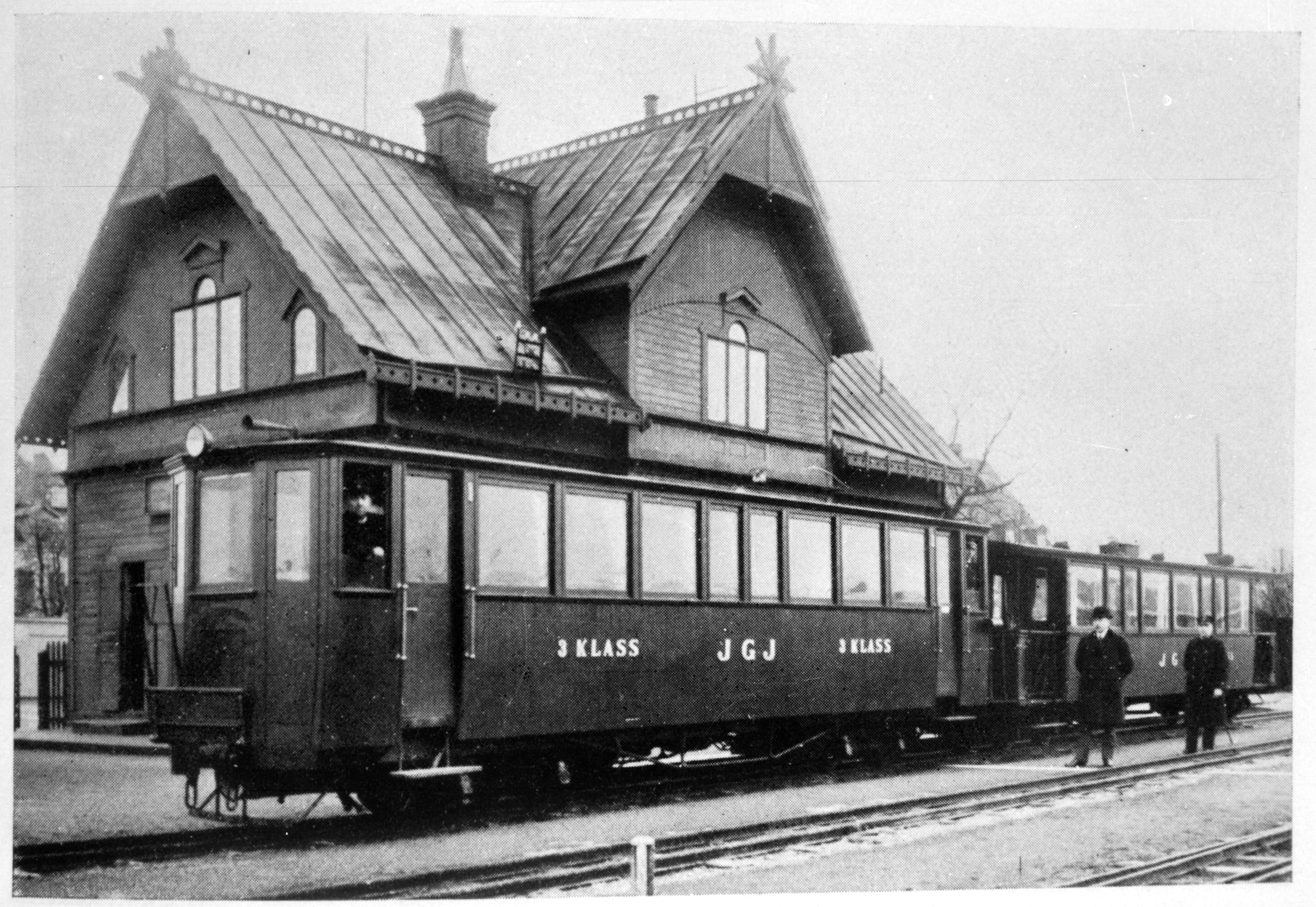
Motorvagn nr 1 med tillkopplad passagerarvagn som släpvagn vid Jönköping Östra station, omkring 1925

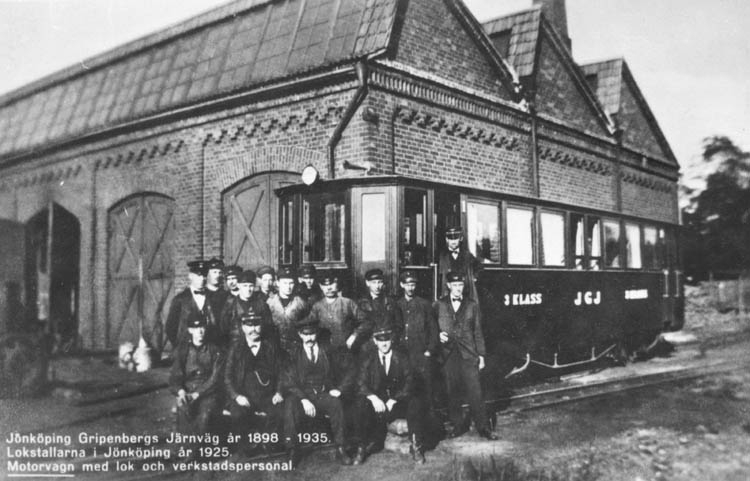
Motorvagn nr 1 vid lokstallet i Jönköping, 1925

Gripenbergsbanans Motorvagn nr 1 var en av två motorvagnar, som kördes i trafik på Jönköping–Gripenbergs Järnväg mellan 1924 och 1935.
Motorvagn nr 1 och dess systervagn Motorvagn nr 2 var ombyggda personvagnar på järnvägslinjen. Flertalet av dess personvagnar var levererade av Vabis och Södertälje Verkstäder i Södertälje. Vagnarna byggdes om på järnvägsbolagets egna verkstad vid Jönköping Östra station i Jönköping. Ombyggnaden var baserad leverans och installation av bensinmotorer och teknisk utrustning från Tidaholms bruk, medan järnvägens egen personal stod för snickeriet i karosseriombyggnaden. En annan personvagn försågs också med rullager för att användas som släpvagn till motorvagnarna. 
De båda fordonen var ansedda främst för persontrafiken mellan Jönköping och Huskvarna, vilken på 1920-talet hade börjat utsättas för konkurrens från busstrafik. 
Motorvagnarna drevs av varsin Tidaholmsmotor på 55 hästkrafter. Motorvagn nr 1 blev klar första halvåret 1924 och sattes i trafik under hösten. Motorvagn nr 2 sattes i trafik i maj 1926. Den andra vagnen hade vissa tekniska förbättringar jämfört med den första motorvagnen och vägde 11,5 ton, jämfört med 10,5 ton för den första. Fordonen fick framföras i högst 25 km/timme.
Efter nedläggningen 1935 av Jönköping–Gripenbergs Järnväg såldes motorvagnarna till Skånska Ättiksfabriken i Perstorp.